# Вальх, Эвальд
Эвальд Вальх (нем. Ewald Walch; 18 августа 1940, Инсбрук, Германия — 27 октября 2023, Австрия) — австрийский саночник, выступавший за сборную Австрии в середине 1950-х — начале 1970-х годов. Принимал участие в двух зимних Олимпийских играх, наиболее успешными из которых для него оказались игры 1968 года в Гренобле, где спортсмен выиграл серебряную медаль в мужских парных заездах. На Олимпиаде 1972 года в Саппоро смог подняться лишь до шестой позиции.
Эвальд Вальх семь раз становился призёром чемпионатов мира, в его послужном списке три золотые награды (1960, 1969, 1970), две серебряные (1967, 1971) и две бронзовые (1957, 1963) — все семь в программе мужских парных заездов. Трижды спортсмен получал подиум чемпионатов Европы, принеся в копилку национальной команды Австрии золото (1962), серебро (1971) и бронзу (1970) — тоже в состязаниях между двойками. Наибольших успехов добился выступая в паре с Манфредом Шмидом.